# Mubadala Citi DC Open 2025
Die Mubadala Citi DC Open 2025 waren ein Tennisturnier der WTA Tour 2025 für Damen und ein Tennisturnier der ATP Tour 2025 für Herren, welche zeitgleich vom 21. bis 27. Juli 2025 in Washington, D.C. stattfinden.

## Herrenturnier
→ Hauptartikel: Mubadala Citi DC Open 2025/Herren
→ Qualifikation: Mubadala Citi DC Open 2025/Herren/Qualifikation

## Damenturnier
→ Hauptartikel: Mubadala Citi DC Open 2025/Damen
→ Qualifikation: Mubadala Citi DC Open 2025/Damen/Qualifikation